# 32-га піхотна дивізія (Третій Рейх)
32-га піхотна дивізія (Третій Рейх) (нім. 32. Infanterie-Division) — піхотна дивізія Вермахту за часів Другої світової війни.

## Історія
32-га піхотна дивізія створена 1 жовтня 1936 в Кошліні в II-му військовому окрузі (нім. Wehrkreis II) під час 1-ї хвилі мобілізації Вермахту.

## Райони бойових дій
- Німеччина (жовтень 1936 — жовтень 1938);
- Чехословаччина (жовтень 1938);
- Німеччина (жовтень 1938 — вересень 1939);
- Польща (вересень — жовтень 1940);
- Німеччина (жовтень 1939 — травень 1940);
- Бельгія, Франція (травень — вересень 1940);
- Німеччина (Східна Пруссія) (вересень 1940 — червень 1941);
- СРСР (північний напрямок) (червень 1941 — жовтень 1944);
- Курляндський котел (жовтень 1944 — травень 1945).

## Командування

### Командири
- генерал-лейтенант Ніколаус фон Фалькенгорст (нім. Nikolaus von Falkenhorst) (1 жовтня 1936 — 19 липня 1939);
- генерал-лейтенант Франц Беме (нім. Franz Böhme) (19 липня — вересень 1939);
- генерал-лейтенант Еккард фон Габленц (нім. Eccard Freiherr von Gablenz) (14 вересня — 1 грудня 1939);
- генерал-лейтенант Франц Беме (1 грудня 1939 — 15 червня 1940);
- генерал-лейтенант Вільгельм Бонштедт (нім. Wilhelm Bohnstedt) (15 червня 1940 — 1 березня 1942);
- оберст Карл Гернекамп (нім. Karl Hernekamp) (1 березня — 1 червня 1942), ТВО;
- генерал від інфантерії Вільгельм Вегенер (нім. Wilhelm Wegener) (1 червня 1942 — 27 червня 1943);
- генерал-лейтенант Альфред Тільманн (нім. Alfred Thielmann) (27 червня — 12 вересня 1943), ТВО;
- генерал-лейтенант Ганс Бек-Беренс (нім. Hans Boeckh-Behrens) (12 вересня 1943 — 1 лютого 1944);
- генерал-майор Франц Шліпер (нім. Franz Schlieper) (1 лютого — 1 червня 1944),ТВО;
- генерал-лейтенант Ганс Бек-Беренс (1 червня — 13 серпня 1944);
- генерал-майор Георг Коссмала (нім. Georg Koßmala) (13 серпня — вересень 1944),ТВО;
- генерал-лейтенант Ганс Бек-Беренс (вересень 1944 — 8 травня 1945).

## Нагороджені дивізії
Нагороджені Сертифікатом Пошани Головнокомандувача Сухопутних військ для військових формувань Вермахту за збитий літак противника (13)
- - 10 грудня 1941 — 2-й батальйон 94-го піхотного полку за дії 12 вересня 1941 (48);
  - 10 грудня 1941 — 3-й батальйон 94-го піхотного полку за дії 25 вересня 1941 (49);
  - 10 грудня 1941 — 2-й батальйон 4-го піхотного полку за дії 3 вересня 1941 (50);
  - 10 грудня 1941 — 1-ша батарея 38-го протитанкового дивізіону за дії 28 вересня 1941 (52);
  - 16 травня 1942 — 3-тя рота 4-го піхотного полку за дії 28 жовтня 1941 (80);
  - 19 червня 1942 — штаб 94-го піхотного полку за дії 13 березня 1942 (156);
  - 19 липня 1942 — 2-й батальйон 4-го піхотного полку за дії 7 травня 1942 (171);
  - 24 вересня 1942 — 2-й батальйон 4-го піхотного полку за дії 5 червня 1942 (217);
  - 28 листопада 1942 — 1-й піхотний батальйон 96-го піхотного полку за дії 11 серпня 1942 (260) (2 літака);
  - 28 листопада 1942 — 1-ша рота 96-го піхотного полку за дії 21 серпня 1942 (278);
  - 28 листопада 1942 — 1-ша рота 96-го піхотного полку за дії 25 серпня 1942 (279);
  - 11 лютого 1943 — 3-тя рота 96-го гренадерського полку за дії 26 жовтня 1942 (312);
  - 16 серпня 1943 — 3-тя рота 96-го гренадерського полку за дії 21 лютого 1943 (372)

Нагороджені дивізії
|  | Кавалери Нагрудного знаку ближнього бою в золоті                                                           | 4 |
|  | Кавалери Золотого Німецького Хреста                                                                        | 119 |
|  | Кавалери Лицарського хреста Залізного хреста з Дубовим листям                                              | 4 (№ 66 оберст Вільгельм Вегенер — 19.01.1942 № 317 гауптман Ернст Цімер — 04.08.1944 № 540 гауптман Губерт Міклей — 04.08.1944 № 669 майор Клаус фон Бісмарк — 26.11.1944) |
|  | Кавалери Лицарського хреста Залізного хреста                                                               | 45 у тому числі 1 непідтверджене |
|  | Кавалери Почесної відзнаки сухопутних військ «Почесна застібка на орденську стрічку для Сухопутних військ» | 36 |
|  | Кавалери ордену Хрест Свободи з мечами (Фінляндія)                                                         | 1 |

- Нагороджені Сертифікатом Пошани Головнокомандувача Сухопутних військ (3)
- Нагороджені Сертифікатом Пошани Головнокомандувача Сухопутних військ за збитий літак противника (2)